# Лисс, Ирина
Ирина Лисс (род. 9 апреля 1997, Коломна, Россия) — российская топ-модель.
Дважды вошла в список Top Newcomers на авторитетном сайте models.com в 2014 и 2015 году соответственно. Является музой Джона Гальяно и модного дома Dior.

## Карьера
В 15 лет Ирину заметило и пригласило к себе модельное агентство, почти сразу юную модель отправили на неделю моды в Милан, где её пригласили на эксклюзив в модный дом Prada.
После этого последовало большое количество показов, включая: Chanel, Louis Vuitton, Kenzo, Alexander McQueen, Lanvin, Dior, Hermès и т. д. Ирину отметили как сильного новичка два модных интернет-гиганта models.com и style.com, включив её в свои рейтинги открытий нового сезона.
С тех пор Ирине посчастливилось закрывать такие шоу, как Valentino, Roberto Cavalli, Donna Karan, Giorgio Armani, а так же Maison Margiela под руководством Джона Гальяно, создавшего специально под Ирину свадебное платье, которое стало венцом его осенне-зимнего показа.
Ирина стала музой многих модных домов и теперь участвует в показах Versace, Marc Jacobs, Alexander Wang, Givenchy и десятке других, успешно поддерживая статус топ-модели.
В апреле 2015 года Ирина снялась для обложки известного журнала L'Officiel. Также Ирину можно встретить на страницах таких журналов, как Vogue, Interview и i-D Magazine.